# ولر ۵۴۶۴
سیارک ۵۴۶۴ (به انگلیسی: 5464 Weller، نامگذاری:1985VC1) پنج هزار و چهارصد و شصت و چهارمین سیارک کشف شده‌است که در ۷ نوامبر ۱۹۸۵ کشف شد.
قدر مطلق سیارک برابر ۱۲٫۹۰ است.